# Cyrhlica
Cyrhlica lub Cyrlica –  wzniesienie o wysokości 896 m na Pogórzu Gubałowskim (w Paśmie Gubałowskim). Wznosi się w Chochołowie, w grzbiecie oddzielającym dolinę Czarnego Dunajca od dolinki Kotelnickiego Potoku. Cyrhlica to kopulaste wzniesienie o płaskim grzbiecie i łagodnych zboczach, całkowicie bezleśne, zajęte przez łąki i pola uprawne. Nazwa wzniesienia pochodzi od słowa cyrhlenie (też: cyrlenie), oznaczającego dawny sposób otrzymywania polan przez wypalanie lasu.
Na wysokości około 830 m na przełęczy między Cyrhlicą, a szczytem Ostrysz (1023 m) znajduje się jedno z nielicznych w Polsce naturalnych stanowisk rzadkiej i chronionej prawnie rośliny – lilii bulwkowatej.